# مفاتحة
المفاتحة بلدة وبلدية تابعة لدائرة قصر البخاري في ولاية المدية بالجزائر.